# Epirrhoe quadriannulata
Epirrhoe quadriannulata là một loài bướm đêm trong họ Geometridae.